# Dream Letter - Live in London 1968
| Recensione              | Giudizio        |
| ----------------------- | --------------- |
| AllMusic                | [ 1 ]           |
| Sputnikmusic            | 3.9 (Excellent) |
| Dizionario del Pop-Rock | [ 3 ]           |
| 24.000 dischi           | [ 4 ]           |

Dream Letter è un doppio disco di Tim Buckley pubblicato postumo nel maggio del 1990.
L'album contiene la registrazione di un'esibizione live effettuata  il 7 ottobre 1968 al Queen Elizabeth Hall di Londra per conto dell'emittente radio della BBC Radio1, poco prima dell'uscita del suo terzo album Happy Sad.
Tim Buckley è accompagnato da Lee Underwood alla chitarra, David Friedman al vibrafono e dal bassista dei Pentangle Danny Thompson.
Sul disco sono presenti molti brani rimasti inediti e versioni rielaborate degli originali presenti su Goodbye and Hello, brani che usciranno su dischi futuri e alcune cover. Alcuni pezzi sono fusi in medley di 2 brani.

## Tracce

### CD[6]
CD 1
1. Introduction – 1:06
2. Buzzin' Fly – 6:14 (Tim Buckley)
3. Phantasmagoria in Two – 4:41 (Tim Buckley)
4. Morning Glory – 3:41 (Larry Beckett, Tim Buckley)
5. Dolphins – 6:41 (Fred Neil)
6. I've Been out Walking – 8:18 (Tim Buckley)
7. The Earth Is Broken – 7:04 (Tim Buckley)
8. Who Do You Love? – 9:28 (Bo Diddley)
9. Pleasant Street / You Keep Me Hanging On – 8:02 (Tim Buckley / Brian Holland, Lamont Dozier, Eddie Holland)

CD 2
1. Love from Room 109 / Strange Feelin' – 12:18 (Tim Buckley)
2. Carnival Song / Hi Lily, Hi Lo – 8:51 (Tim Buckley / Helen Deutsch, Bronislau Kaper)
3. Hallucinations – 7:14 (Larry Beckett, Tim Buckley)
4. Troubadour – 6:05 (Tim Buckley)
5. Dream Letter / Happy Time – 9:13 (Tim Buckley)
6. Wayfaring Stranger / You've Got Me Runnin' – 13:26 (Tim Buckley)
7. Once I Was – 4:30 (Tim Buckley)

## Formazione
- Tim Buckley - voce, chitarra acustica a 12 corde
- Lee Underwood - chitarra
- David Friedman - vibrafono
- Danny Thompson - contrabbasso

Note aggiuntive
- Bill Inglot e Lee Hammond - produttori
- Registrato dal vivo il 7 ottobre 1968 (erroneamente riportato sulle note di copertina il 10 luglio 1968) al Queen Elizabeth Hall di Londra (Inghilterra)
- John Strother - ingegnere delle registrazioni, mixdown effettuato al Penguin Studios
- Pete Drummond (BBC Radio 1) - annunciatore
- Bill Inglot e Lee Hammond - mastering[7][6]